# Ла-Ігера
Ла-Ігера (ісп. La Higuera) — невелике село в Болівії, що знаходиться в провінції Вальєгранде, у департаменті Санта-Крус. Розташоване в кантоні Ла-Ігера, що належить муніципалітету Пукара.

## Розташування
Село розташоване за 150 км на північний захід від Санта-Крус-де-ла-Сьєрра. Ла-Ігера лежить на висоті 1950 м. Його населення (за даними перепису 2001 року) становить 119 осіб (в основному, корінні гуарані).

## Історія
У 1966 році кубинський революціонер Ернесто Че Гевара переключився на партизанську боротьбу в Болівії. Його загін з 50 бійців називався Армією національного визволення і вів боротьбу проти диктаторського режиму. Після кількох вдалих операцій, проведених Че Геварою, влада Болівії вирішила за будь-яку ціну позбутися революціонера. Президент країни Рене Барьентос навіть звернувся за допомогою до ЦРУ.
У жовтні 1967 року загін Че Гевари провів бій в ущелині Куебрада-дель-Юро. Партизани потрапили в оточення, а сам Че був поранений в ногу, залишившись без зброї оскільки одна з ворожих куль розтрощила магазин його гвинтівки. Полоненого командира доставили в саме село Ла-Ігера, де наступні півтора дня він, зв'язаний, провів на підлозі сільської школи. 9 жовтня Ернесто Че Гевара був страчений: його розстріляв солдат, який виграв суперечку у своїх товаришів по службі за право вбити Ернесто. Тіло Команданте було виставлено на загальний огляд, з ним фотографувалися, хтось зрізав пасма волосся Че на пам'ять. Щоб довести, що убитий був саме Гевара, військовий хірург відрізав у нього кисті - їх показали аргентинським експертам по дактилоскопії.

## Цікаві факти
Ла-Ігера швидко перетворилася на місце паломництва тисяч людей з усього світу. Напроти школи, де провів свої останні години всесвітньо відомий Че Гевара, встановили гігантський бюст революціонера - проте мало схожий на нього. Тут же був заснований музей, де до сих пір продаються дивні сувеніри: баночки з землею і кров'ю Че, які розкуповують довірливі туристи.